# كارولين فينيو
كارولين فينيو (بالفرنسية: Caroline Vigneaux)‏ (مواليد 27 يناير 1975 في نانت ، فرنسا) هي كوميديا وممثلة فرنسية.

## روابط خارجية
- كارولين فينيو على موقع IMDb (الإنجليزية)
- كارولين فينيو على موقع ألو سيني (الفرنسية)
- كارولين فينيو على موقع قاعدة بيانات الفيلم (الإنجليزية)
- كارولين فينيو على موقع كينوبويسك (الروسية)